# Alfred Eisenbeisser
Alfred Eisenbeisser (romanès: Alfred "Fredi" Fieraru) (Cernăuţi, 7 d'abril de 1908 - Berlín, 1 de juliol de 1991) fou un futbolista i patinador artístic romanès d'ascendència alemanya de la dècada de 1930.
Fou internacional amb Romania i disputà el Mundial de 1930. Més tard participà en els Jocs Olímpics de 1936 en patinatge artístic.